# Communauté de communes de la Région de Damvillers
La communauté de communes de la Région de Damvillers est ancienne communauté de communes française, située dans le département de la Meuse et la région Grand Est.
Elle est créée le 1er janvier 1997, comme une évolution du « SIVOM de Damvillers ».
Elle est dissoute le 31 décembre 2016 pour former la communauté de communes de Damvillers Spincourt avec la communauté de communes du Pays de Spincourt.

## Composition
La communauté de communes regroupe 20 communes :
| Nom                        | Code Insee | Gentilé       | Superficie (km2) | Population (dernière pop. légale) | Densité (hab./km2) |
| -------------------------- | ---------- | ------------- | ---------------- | --------------------------------- | ------------------ |
| Damvillers (siège)         | 55145      | Damvillois    | 18,33            | 664 (2014)                        | 36                 |
| Azannes-et-Soumazannes     | 55024      | Azannois      | 18,11            | 166 (2014)                        | 9,2                |
| Brandeville                | 55071      | Brandevillois | 12,14            | 184 (2014)                        | 15                 |
| Bréhéville                 | 55076      | Bréhévillois  | 18,33            | 186 (2014)                        | 10                 |
| Chaumont-devant-Damvillers | 55107      |               | 5,35             | 50 (2014)                         | 9,3                |
| Delut                      | 55149      |               | 9,18             | 131 (2014)                        | 14                 |
| Dombras                    | 55156      |               | 11,27            | 132 (2014)                        | 12                 |
| Écurey-en-Verdunois        | 55170      | Écureuils     | 6,92             | 129 (2014)                        | 19                 |
| Étraye                     | 55183      | Étrayens      | 7,99             | 40 (2014)                         | 5                  |
| Gremilly                   | 55218      |               | 17,81            | 37 (2014)                         | 2,1                |
| Lissey                     | 55297      |               | 9,97             | 118 (2014)                        | 12                 |
| Merles-sur-Loison          | 55336      | Merlots       | 11,45            | 161 (2014)                        | 14                 |
| Moirey-Flabas-Crépion      | 55341      |               | 14,62            | 134 (2014)                        | 9,2                |
| Peuvillers                 | 55403      |               | 4,86             | 56 (2014)                         | 12                 |
| Réville-aux-Bois           | 55428      |               | 11,03            | 122 (2014)                        | 11                 |
| Romagne-sous-les-Côtes     | 55437      | Romagnols     | 14,19            | 110 (2014)                        | 7,8                |
| Rupt-sur-Othain            | 55450      |               | 5,53             | 52 (2014)                         | 9,4                |
| Ville-devant-Chaumont      | 55556      |               | 4,21             | 51 (2014)                         | 12                 |
| Vittarville                | 55572      |               | 8,15             | 78 (2014)                         | 9,6                |
| Wavrille                   | 55580      |               | 5,31             | 46 (2014)                         | 8,7                |

## Administration
En 2014, le conseil communautaire a été réduit de 43 à 31 délégués, dont 3 vice-présidents.
| Période                                  | Période  | Identité         | Étiquette | Qualité                            |
| ---------------------------------------- | -------- | ---------------- | --------- | ---------------------------------- |
| Les données manquantes sont à compléter. |          |                  |           |                                    |
|                                          | En cours | Gilbert Thevenin |           | Maire de Vittarville (depuis 2008) |